# Formoza
Jednostka Wojskowa Formoza (Воинская Часть Formoza), Формоза — специальное подразделение Вооружённых Сил Польши, созданное 13 ноября 1975 года (Войсковая часть № 4026).

## История
В 1974 году была создана специальная группа для подводных морских исследований. Была разработана концепция подготовки и формирования специальной дивизии морских водолазов. Созданная группа стала специальным подразделением водолазов. Она должна была состоять из трёх частей: военные водолазы, техническая часть и отдел управления.
Поначалу Формоза была подразделением, где служили солдаты по призыву. Сегодня она стала полностью профессиональной, что позволяет значительно увеличить собственный потенциал и эффективность операций. В сентябре 1987 года подразделение изменило своё название на «Отдел специальных действий» (Wydział Działań Specjalnych), а с 1990 года стало называться «Специальные группы водолазов» (Grupy Specjalne Płetwonurków).
Затем под названием «Отряды специальных действий Военно-Морского флота» (Sekcje Działań Specjalnych Marynarki Wojennej) часть вошла в 1990-е годы.
В январе 2008 года, наряду с ростом численности командования сил специального назначения, Morska Jednostka Działań Specjalnych (рус. Морская часть специальных действий) перестала подчиняться командованию Военно-Морских сил и вступила под новым именем в состав нового, четвёртого вида вооружённых сил в Вооружённых Силах Республики Польша — Специальные войска Польши (Wojska Specjalne).

## Задачи и деятельность подразделения
Подразделение подготовлено для специальных операций (Боевые пловцы, Водолазы-разведчики) в мирное время, обстановках кризиса или войны. Основные задачи — осуществлять свою деятельность на море, под водой и на прибрежных объектах. Формоза часто сотрудничает с морским отделением Jednostka Wojskowa Grom, водолазами 1-го Специального полка коммандос (1 Pułk Specjalny Komandosów/ Jednostka Wojskowa Komandosów) и некоторыми своими коллегами вооружённых сил стран НАТО. Участие в операциях по обороне внешних границ Польши является одной из его ключевых задач. В период 2002—2003 гг. подразделение охраняло польское судно «Xawery Czernicki» в водах Персидского залива. Водолазы Формозы также проходят подготовку к действиям, осуществляемым на суше и в городской среде.

## Структура подразделения
Основа подразделения — пары бойцов, которые прикрывают друг друга. Три пары формируют специальные группы, пять групп — отделение.
Это подразделение проходит три года подготовки. В первый год обучения это, в основном, стрельба, плавание на большие расстояния, вождение и совершенствование иностранных языков. Место дислокации подразделений — г. Гдыня. Ранее подразделение находилось под командованием группы судов разведки (Grupy Okrętów Rozpoznawczych), которая представляла собой часть 3 флотилии судов в Гдыне. В настоящее время Формоза является самостоятельным формированием, входящим в состав сил специального назначения.

## Вооружение

### Пистолеты
- SIG-Sauer P226
- Беретта 92

### Пистолет-пулеметы
- MP5A3 и MP5N

### Автоматические винтовки
- HK G36
- АКМС
- M14

### Снайперские винтовки
- AI AWM
- СВД

### Пулемёты
- ПКМ
- FN Minimi

### Гранатомёты
- РПГ-7
- HK AG36